# Quercus pagoda
Quercus pagoda Raf. – gatunek rośliny z rodziny bukowatych (Fagaceae Dumort.). Występuje naturalnie w południowych, środkowych i wschodnich Stanach Zjednoczonych – w Alabamie, Arkansas, Dystrykcie Kolumbii, Delaware, na Florydzie, w Georgii, Illinois, Indianie, Kentucky, Luizjanie, Marylandzie, Missouri, Missisipi, Karolinie Północnej, New Jersey, Oklahomie, Karolinie Południowej, Tennessee, Teksasie i Wirginii. 

## Morfologia
PokrójZrzucające liście drzewo dorastające do 40 m wysokości. Kora ma czarną barwę.
LiścieBlaszka liściowa ma owalny, eliptyczny lub odwrotnie jajowaty kształt. Mierzy 9–30 cm długości oraz 6–16 cm szerokości, z 5–11 podłużnymi klapami na brzegu, ma nasadę od zaokrąglonej do klinowej i ostry wierzchołek. Ogonek liściowy jest nagi lub owłosiony i ma 2–5 cm długości.
OwoceOrzechy zwane żołędziami o niemal kulistym kształcie, dorastają do 9–15 mm długości i 8–16 mm średnicy. Osadzone są pojedynczo w miseczkach w kształcie kubka, które mierzą 3–7 mm długości i 10–18 mm średnicy. Orzechy otulone są w miseczkach do 35–50% ich długości.

## Biologia i ekologia
Rośnie na zalesionych stokach, na terenach nizinnych.